# Liste der Kulturdenkmäler in Bad Wildungen
Die folgende Liste enthält die in der Denkmaltopographie ausgewiesenen Kulturdenkmäler auf dem Gebiet  der  Stadt Bad Wildungen, Waldeck-Frankenberg, Hessen.
Hinweis: Die Reihenfolge der Denkmäler in dieser Liste orientiert sich zunächst an Stadtteilen und anschließend der Anschrift, alternativ ist sie auch nach der Bezeichnung, der vom Landesamt für Denkmalpflege vergebenen Nummer oder der Bauzeit sortierbar.
Kulturdenkmäler werden fortlaufend im Denkmalverzeichnis des Landes Hessen durch das Landesamt für Denkmalpflege Hessen auf Basis des Hessischen Denkmalschutzgesetzes (HDSchG) geführt. Die Schutzwürdigkeit eines Kulturdenkmals hängt nicht von der Eintragung in das Denkmalverzeichnis des Landes Hessen oder der Veröffentlichung in der Denkmaltopographie ab.

Das Denkmalverzeichnis für diesen Bereich liegt noch nicht vor. Die bisher bekannten Bau- und Kunstdenkmäler hat das Landesamt für Denkmalpflege Hessen in sogenannten Arbeitslisten erfasst. Den Arbeitslisten liegen Erkenntnisse aus Akten, Ortsbegehungen und Denkmalinventaren, jedoch keine neuere systematische Forschung, zugrunde. Die Benehmensherstellung mit der Gemeinde gemäß § 11 Abs. 1 HDSchG ist noch nicht erfolgt.
Das Vorhandensein oder Fehlen eines Objekts in dieser Liste ist keine rechtsverbindliche Auskunft darüber, ob es Kulturdenkmal ist oder nicht: Diese Liste entspricht möglicherweise nicht dem aktuellen Stand der offiziellen Denkmaltopographie. Diese ist für Hessen in den entsprechenden Bänden der Denkmaltopographie Bundesrepublik Deutschland und im Internet unter DenkXweb – Kulturdenkmäler in Hessen einsehbar. Auch diese Quellen sind, obwohl sie durch das Landesamt für Denkmalpflege Hessen aktualisiert werden, nicht immer aktuell, da es im Denkmalbestand immer wieder Änderungen gibt.
Eine verbindliche Auskunft erteilt allein das Landesamt für Denkmalpflege Hessen.
Nutze diese Kartenansicht, um Koordinaten in der Liste zu setzen. In dieser Kartenansicht sind Kulturdenkmale ohne Koordinaten mit einem roten bzw. orangen Marker dargestellt und können in der Karte gesetzt werden. Kulturdenkmale ohne Bild sind mit einem blauen bzw. roten Marker gekennzeichnet, Kulturdenkmale mit Bild mit einem grünen bzw. orangen Marker.

## Gesamtanlagen
| Bild                                                | Bezeichnung                                         | Lage                 | Beschreibung | Bauzeit | Objekt-Nr. |
| --------------------------------------------------- | --------------------------------------------------- | -------------------- | ------------ | ------- | ---------- |
| Gesamtanlage 1 Historischer Ortskern                | Gesamtanlage 1 Historischer Ortskern                | Albertshausen Lage   |              |         | 168751 DDB |
| Bild gesucht BW                                     | Gesamtanlage 1 Historischer Ortskern                | Armsfeld Lage        |              |         | 168769 DDB |
| Gesamtanlage 1 Historische Altstadt Altwildungen    | Gesamtanlage 1 Historische Altstadt Altwildungen    | Bad Wildungen Lage   |              |         | 169902 DDB |
| Gesamtanlage 2 Historische Altstadt Niederwildungen | Gesamtanlage 2 Historische Altstadt Niederwildungen | Bad Wildungen Lage   |              |         | 168512 DDB |
| Gesamtanlage 3 Brunnenallee                         | Gesamtanlage 3 Brunnenallee                         | Bad Wildungen Lage   |              |         | 169891 DDB |
| Gesamtanlage 4 Hufelandstraße                       | Gesamtanlage 4 Hufelandstraße                       | Bad Wildungen Lage   |              |         | 169892 DDB |
| Gesamtanlage 6 Bahnhofstraße                        | Gesamtanlage 6 Bahnhofstraße                        | Bad Wildungen Lage   |              |         | 169894 DDB |
| Gesamtanlage 7 Königsquellenweg                     | Gesamtanlage 7 Königsquellenweg                     | Bad Wildungen Lage   |              |         | 169895 DDB |
| Gesamtanlage 8 Stresemannstraße                     | Gesamtanlage 8 Stresemannstraße                     | Bad Wildungen Lage   |              |         | 169896 DDB |
| Gesamtanlage 9 Dr.-Born-Straße                      | Gesamtanlage 9 Dr.-Born-Straße                      | Bad Wildungen Lage   |              |         | 169897 DDB |
| Gesamtanlage 1 Historischer Ortskern                | Gesamtanlage 1 Historischer Ortskern                | Bergfreiheit Lage    |              |         | 168776 DDB |
| Gesamtanlage 2 Im Urfftal                           | Gesamtanlage 2 Im Urfftal                           | Bergfreiheit Lage    |              |         | 168777 DDB |
| Gesamtanlage 1                                      | Gesamtanlage 1                                      | Braunau Lage         |              |         | 169947 DDB |
| Frebershausen Dorfblick                             | Gesamtanlage 1                                      | Frebershausen Lage   |              |         | 168802 DDB |
| Gesamtanlage 1                                      | Gesamtanlage 1                                      | Hüddingen Lage       |              |         | 168810 DDB |
| Gesamtanlage 1                                      | Gesamtanlage 1                                      | Hundsdorf Lage       |              |         | 168815 DDB |
| Gesamtanlage 1 Historischer Ortskern                | Gesamtanlage 1 Historischer Ortskern                | Mandern Lage         |              |         | 168823 DDB |
| Gesamtanlage 1 Historischer Ortskern                | Gesamtanlage 1 Historischer Ortskern                | Odershausen Lage     |              |         | 168840 DDB |
| Gesamtanlage 1                                      | Gesamtanlage 1                                      | Reinhardshausen Lage |              |         | 169993 DDB |
| Gesamtanlage 1 Historischer Ortskern                | Gesamtanlage 1 Historischer Ortskern                | Reitzenhagen Lage    |              |         | 168743 DDB |
| Gesamtanlage 1 Historischer Ortskern                | Gesamtanlage 1 Historischer Ortskern                | Wega Lage            |              |         | 168847 DDB |

## Kulturdenkmäler nach Ortsteilen

### Stadtteile
siehe Liste der Kulturdenkmäler in Bad Wildungen-Stadtteile

### Kernstadt Bad Wildungen
| Bild                                                                        | Bezeichnung                                                                 | Lage | Beschreibung | Bauzeit | Objekt-Nr. |
| --------------------------------------------------------------------------- | --------------------------------------------------------------------------- | --- | ------------ | ------- | ---------- |
| Fachwerkwohnhaus                                                            | Fachwerkwohnhaus                                                            | Alte Torgasse, Hinterstraße 30 LageFlur: 1, Flurstück: 268/1, 271 |              |         | 928745 DDB |
| Historisches Rathaus                                                        | Historisches Rathaus                                                        | Am Markt 1 LageFlur: 1, Flurstück: 80 |              |         | 168513 DDB |
| Am Schulplatz 7 Bad Wildungen                                               | Fachwerkwohn- und zwei Wirtschaftsgebäude                                   | Am Schulplatz 7 LageFlur: 1, Flurstück: 265, 266/1, 267 |              |         | 168707 DDB |
| Gedenkstein Julius Krüger                                                   | Denkmal Krüger                                                              | An der Georg-Viktor-Quelle 2 LageFlur: 16, Flurstück: 137/5 |              |         | 938957 DDB |
| weitere Bilder                                                              | Wandelhalle                                                                 | An der Georg-Viktor-Quelle 2, Georg-Viktor-Quelle LageFlur: 16, Flurstück: 137/5, 138 |              |         | 168616 DDB |
| Kurcafe                                                                     | Kurcafe                                                                     | An der Georg-Viktor-Quelle 2, Zickzack, Kastanienallee, Bornebach LageFlur: 16, Flurstück: 121/3, 132, 137/5, 178 |              |         | 938955 DDB |
| Backhaus                                                                    | Backhaus                                                                    | Backhausstraße LageFlur: 1, Flurstück: 41/14 |              |         | 926492 DDB |
| weitere Bilder                                                              | Bahnhof                                                                     | Bahnhof 1 LageFlur: 9, Flurstück: 85/6 |              | 1884    | 169971 DDB |
| Fachwerkwohnhaus                                                            | Fachwerkwohnhaus                                                            | Bahnhofstraße 5, Neue Straße 1 LageFlur: 1, Flurstück: 148/1, 149 |              |         | 168673 DDB |
| ehemalige Pension Villa Westfalia                                           | ehemalige Pension Villa Westfalia                                           | Bahnhofstraße 10 LageFlur: 1, Flurstück: 842/2 |              |         | 168516 DDB |
| Ehemaliges Hotel zur Königsquelle/Hotel de Russie                           | Ehemaliges Hotel zur Königsquelle/Hotel de Russie                           | Bahnhofstraße 17 LageFlur: 1, Flurstück: 631/2 |              |         | 168517 DDB |
| Wohnhaus                                                                    | Wohnhaus                                                                    | Berliner Straße 5 LageFlur: 4, Flurstück: 64 |              |         | 168519 DDB |
| Mathias-Bauer-Schule                                                        | Altes Schulhaus und Alte Turnhalle                                          | Breiter Hagen 3 LageFlur: 1, Flurstück: 464/6 |              |         | 168520 DDB |
| Ehemaliges Amtsgerichtsgefängnis                                            | Ehemaliges Amtsgerichtsgefängnis                                            | Breiter Hagen 18 LageFlur: 1, Flurstück: 1390/431 |              |         | 955949 DDB |
| Wohnhaus                                                                    | Wohnhaus                                                                    | Brunnenallee 1 LageFlur: 16, Flurstück: 68/1 |              |         | 168521 DDB |
| Wohnhaus                                                                    | Wohnhaus                                                                    | Brunnenallee 6 LageFlur: 1, Flurstück: 1105/1 |              |         | 168522 DDB |
| Villa Huneck + Vorgarteneinfriedung                                         | Villa Huneck + Vorgarteneinfriedung                                         | Brunnenallee 9 LageFlur: 16, Flurstück: 60/4 |              |         | 168523 DDB |
| Wohnhaus +Vorgarteneinfriedung                                              | Wohnhaus +Vorgarteneinfriedung                                              | Brunnenallee 13 LageFlur: 16, Flurstück: 56/2 |              |         | 168524 DDB |
| ehemaliges Hotel Royal                                                      | ehemaliges Hotel Royal                                                      | Brunnenallee 17 LageFlur: 16, Flurstück: 51/1 |              |         | 926478 DDB |
| Wohnhaus                                                                    | Wohnhaus                                                                    | Brunnenallee 18 LageFlur: 1, Flurstück: 1093/9 |              |         | 168525 DDB |
| Bunker                                                                      | Bunker                                                                      | Brunnenallee 21 LageFlur: 16, Flurstück: 46/2 |              |         | 926479 DDB |
| Ehemaliges Hotel Kaiserhof                                                  | Ehemaliges Hotel Kaiserhof                                                  | Brunnenallee 21 LageFlur: 16, Flurstück: 46/1 |              |         | 168526 DDB |
| Brunnenallee 24                                                             | Wohnhaus                                                                    | Brunnenallee 22, Brunnenallee 24 LageFlur: 1, Flurstück: 1088/1, 1089 |              |         | 168527 DDB |
| Wohnhaus                                                                    | Wohnhaus                                                                    | Brunnenallee 23 LageFlur: 16, Flurstück: 44/2 |              |         | 168528 DDB |
| Villa                                                                       | Villa                                                                       | Brunnenallee 27 LageFlur: 16, Flurstück: 41/1 |              |         | 168530 DDB |
| Wohnhaus                                                                    | Wohnhaus                                                                    | Brunnenallee 31 LageFlur: 16, Flurstück: 33/6 |              |         | 168531 DDB |
| Wohnhaus                                                                    | Wohnhaus                                                                    | Brunnenallee 33 LageFlur: 16, Flurstück: 32/6 |              |         | 926480 DDB |
| Villa                                                                       | Villa                                                                       | Brunnenallee 34 LageFlur: 1, Flurstück: 1082/6 |              |         | 168532 DDB |
| Wohnhaus                                                                    | Wohnhaus                                                                    | Brunnenallee 36 LageFlur: 1, Flurstück: 1077/1 |              |         | 926481 DDB |
| weitere Bilder                                                              | Ehemaliges Hotel Fürstenhof                                                 | Brunnenallee 39, Langemarckstraße 2, Brunnenallee 41 LageFlur: 16, Flurstück: 230/28, 27 |              |         | 168539 DDB |
| Fachwerkwohnhaus                                                            | Fachwerkwohnhaus                                                            | Brunnenallee 40 LageFlur: 1, Flurstück: 1075 |              |         | 168534 DDB |
| Wohnhaus                                                                    | Wohnhaus                                                                    | Brunnenallee 46 LageFlur: 15, Flurstück: 35/9 |              |         | 168535 DDB |
| ehemalige Badapotheke +Vorgarteneinfriedung                                 | ehemalige Badapotheke +Vorgarteneinfriedung                                 | Brunnenallee 48 LageFlur: 15, Flurstück: 34/1 |              |         | 168536 DDB |
| ehemalige Medizinal Drogerie, Wohnhaus                                      | ehemalige Medizinal Drogerie, Wohnhaus                                      | Brunnenallee 52 LageFlur: 15, Flurstück: 28/3 |              |         | 168537 DDB |
| Hotel Quellenhof                                                            | Hotel Quellenhof                                                            | Brunnenallee 54 LageFlur: 15, Flurstück: 27/2 |              |         | 168538 DDB |
| Kriegsdenkmale                                                              | Kriegsdenkmale                                                              | Brunnenfeldshude LageFlur: 16, Flurstück: 147/5 |              |         | 956919 DDB |
| Wohnhaus                                                                    | Wohnhaus                                                                    | Brunnenfeldstraße 1 LageFlur: 15, Flurstück: 14/21 |              |         | 168541 DDB |
| Bunker                                                                      | Bunker                                                                      | Brunnenstraße LageFlur: 1, Flurstück: 266/11 |              |         | 926483 DDB |
| Fachwerkwohnhaus                                                            | Fachwerkwohnhaus                                                            | Brunnenstraße 4 LageFlur: 1, Flurstück: 248 |              |         | 168542 DDB |
| Doppelwohnhaus +Terrassenvorbau                                             | Doppelwohnhaus +Terrassenvorbau                                             | Brunnenstraße 5, Brunnenstraße 7 LageFlur: 1, Flurstück: 257/2, 260/1 |              |         | 168544 DDB |
| Fachwerkwohnhaus                                                            | Fachwerkwohnhaus                                                            | Brunnenstraße 6 LageFlur: 1, Flurstück: 247 |              |         | 168543 DDB |
| Fachwerkwohn- und Geschäftshaus                                             | Fachwerkwohn- und Geschäftshaus                                             | Brunnenstraße 8 LageFlur: 1, Flurstück: 237 |              |         | 168545 DDB |
| Fachwerkwohnhaus (Walter Rain)                                              | Fachwerkwohnhaus (Walter Rain)                                              | Brunnenstraße 9 LageFlur: 1, Flurstück: 262/2 |              |         | 168546 DDB |
| Fachwerkwohn- und Geschäftshaus                                             | Fachwerkwohn- und Geschäftshaus                                             | Brunnenstraße 10 LageFlur: 1, Flurstück: 235 |              |         | 168547 DDB |
| Fachwerkwohn- und Geschäftshaus                                             | Fachwerkwohn- und Geschäftshaus                                             | Brunnenstraße 11, Brunnenstraße 13 LageFlur: 1, Flurstück: 264/1, 266/4 |              |         | 926482 DDB |
| Fachwerkwohn- und Geschäftshaus                                             | Fachwerkwohn- und Geschäftshaus                                             | Brunnenstraße 12 LageFlur: 1, Flurstück: 1826/234 |              |         | 168548 DDB |
| Fachwerkwohn- und Geschäftshaus                                             | Fachwerkwohn- und Geschäftshaus                                             | Brunnenstraße 14 LageFlur: 1, Flurstück: 233 |              |         | 168549 DDB |
| Fachwerkwohn- und Geschäftshaus                                             | Fachwerkwohn- und Geschäftshaus                                             | Brunnenstraße 16 LageFlur: 1, Flurstück: 1508/232 |              |         | 168550 DDB |
| Brunnenstraße 17, Rückgebäude Alter Hof                                     | Fachwerkhinterhaus                                                          | Brunnenstraße 17 LageFlur: 1, Flurstück: 1518/267 |              |         | 926484 DDB |
| Fachwerkwohnhaus                                                            | Fachwerkwohnhaus                                                            | Brunnenstraße 18 LageFlur: 1, Flurstück: 230/1 |              |         | 168551 DDB |
| Fachwerkwohn- und Geschäftshaus                                             | Fachwerkwohn- und Geschäftshaus                                             | Brunnenstraße 20 LageFlur: 1, Flurstück: 229/4 |              |         | 168552 DDB |
| Fachwerkwohn- und Geschäftshaus                                             | Fachwerkwohn- und Geschäftshaus                                             | Brunnenstraße 24, Teichstraße 16 LageFlur: 1, Flurstück: 225/1 |              |         | 168553 DDB |
| Fachwerkwohn- und Geschäftshaus                                             | Fachwerkwohn- und Geschäftshaus                                             | Brunnenstraße 25 LageFlur: 1, Flurstück: 283/8 |              |         | 168554 DDB |
| Fachwerkwohn- und Geschäftshaus                                             | Fachwerkwohn- und Geschäftshaus                                             | Brunnenstraße 26 LageFlur: 1, Flurstück: 223/1 |              |         | 168555 DDB |
| Fachwerkwohn- und Wirtschaftsgebäude                                        | Fachwerkwohn- und Wirtschaftsgebäude                                        | Brunnenstraße 27 LageFlur: 1, Flurstück: 285 |              |         | 926485 DDB |
| Fachwerkwohnhaus                                                            | Fachwerkwohnhaus                                                            | Brunnenstraße 28 LageFlur: 1, Flurstück: 220/4 |              |         | 926486 DDB |
| Fachwerkwohn- und Geschäftshaus                                             | Fachwerkwohn- und Geschäftshaus                                             | Brunnenstraße 29 LageFlur: 1, Flurstück: 286/1 |              |         | 168556 DDB |
| Fachwerkwohn- und Geschäftshaus                                             | Fachwerkwohn- und Geschäftshaus                                             | Brunnenstraße 31, Brunnenstraße 33 LageFlur: 1, Flurstück: 287/7, 288 |              |         | 168567 DDB |
| Fachwerkwohn- und Geschäftshaus                                             | Fachwerkwohn- und Geschäftshaus                                             | Brunnenstraße 34 LageFlur: 1, Flurstück: 1151/2, 78 |              |         | 168558 DDB |
| Wohn- und Geschäftshaus + Hinterhaus                                        | Wohn- und Geschäftshaus + Hinterhaus                                        | Brunnenstraße 35, Paradiesgasse LageFlur: 1, Flurstück: 1179, 289 |              |         | 955851 DDB |
| Fachwerkwohn- und Geschäftshaus                                             | Fachwerkwohn- und Geschäftshaus                                             | Brunnenstraße 36 LageFlur: 1, Flurstück: 77 |              |         | 168559 DDB |
| Ehemaliger Waldecker Hof                                                    | Ehemaliger Waldecker Hof                                                    | Brunnenstraße 38 LageFlur: 1, Flurstück: 76 |              |         | 168560 DDB |
| Fachwerkwohnhaus, Im Rebenstock                                             | Fachwerkwohnhaus, Im Rebenstock                                             | Brunnenstraße 40, Kirchplatz LageFlur: 1, Flurstück: 71/1, 71/2 |              |         | 168561 DDB |
| Fachwerkwohn- und Geschäftshaus                                             | Fachwerkwohn- und Geschäftshaus                                             | Brunnenstraße 42 LageFlur: 1, Flurstück: 70/2 |              |         | 168562 DDB |
| Fachwerkwohn- und Geschäftshaus                                             | Fachwerkwohn- und Geschäftshaus                                             | Brunnenstraße 46 LageFlur: 1, Flurstück: 1402/68 |              |         | 168563 DDB |
| Fachwerkwohn- und Geschäftshaus                                             | Fachwerkwohn- und Geschäftshaus                                             | Brunnenstraße 48 LageFlur: 1, Flurstück: 67 |              |         | 168564 DDB |
| ehem. Gasthaus zur Post, Wohn- und Geschäftshaus                            | ehem. Gasthaus zur Post, Wohn- und Geschäftshaus                            | Brunnenstraße 54 LageFlur: 1, Flurstück: 460/13 |              |         | 926487 DDB |
| Wohn- und Geschäftshaus                                                     | Wohn- und Geschäftshaus                                                     | Brunnenstraße 61 LageFlur: 1, Flurstück: 1115/1 |              |         | 926488 DDB |
| Fachwerkwohnhaus, Florentiner Haus                                          | Fachwerkwohnhaus, Florentiner Haus                                          | Brunnenstraße 65 LageFlur: 1, Flurstück: 1120/5 |              |         | 168565 DDB |
| Wohnhaus                                                                    | Wohnhaus                                                                    | Dr.-Born-Straße 3 LageFlur: 15, Flurstück: 24/1 |              |         | 168568 DDB |
| Wohnhaus                                                                    | Wohnhaus                                                                    | Dr.-Born-Straße 5 LageFlur: 15, Flurstück: 22/1 |              |         | 168569 DDB |
| Wohnhaus                                                                    | Wohnhaus                                                                    | Dr.-Born-Straße 21a, Dr.-Born-Straße 21 LageFlur: 14, Flurstück: 13/2, 13/3 |              |         | 168570 DDB |
| Kinderheim (Dornröschen) +Kutscherhaus                                      | Kinderheim (Dornröschen) +Kutscherhaus                                      | Dr.-Born-Straße 47, Kirchröder Straße 9 LageFlur: 21, Flurstück: 16/1 |              |         | 926489 DDB |
| Wohnhaus                                                                    | Wohnhaus                                                                    | Dr.-Marc-Straße 1 LageFlur: 16, Flurstück: 232/29 |              |         | 926490 DDB |
| Badehotel Maritim, Wäscherei/Wohnhaus, KesselhausTiefbunker                 | Badehotel Maritim, Wäscherei/Wohnhaus, KesselhausTiefbunker                 | Dr.-Marc-Straße 4, Bornebach, Kurpark LageFlur: 16, Flurstück: 124/16, 129, 130, 131/7, 131/8, 179 |              |         | 168572 DDB |
| Rundbunker                                                                  | Rundbunker                                                                  | Dr.-Marc-Straße 4, Kurpark LageFlur: 16, Flurstück: 124/16, 129, 130, 131/8 |              |         | 926495 DDB |
| Dr.-Marc-Turm                                                               | Dr.-Marc-Turm                                                               | Dr.-Marc-Turm LageFlur: 22, Flurstück: 100/65 |              |         | 168682 DDB |
| Wohnhaus (Mehrfamilienhaus)                                                 | Wohnhaus (Mehrfamilienhaus)                                                 | Dr.-Wilhelm-Schultheis-Straße 1 LageFlur: 1, Flurstück: 1106/3 |              |         | 168573 DDB |
| Sachgesamtheit Eisenbahn                                                    | Sachgesamtheit Eisenbahn                                                    | Eisenbahn, Landwehr, Bahnhof 1 LageFlur: 5, 6, 8, 9, Flurstück: 58, 61, 62, 1, 61/3, 85/6, 92/17 |              |         | 953776 DDB |
| Villa + Einfriedung                                                         | Villa + Einfriedung                                                         | Fronhäuser Weg 20 LageFlur: 10, Flurstück: 30/6 |              |         | 168574 DDB |
| Gemeindestraße 3, 5, 7                                                      | Fachwerkwohnhaus                                                            | Gemeindestraße 5 LageFlur: 1, Flurstück: 83/1 |              |         | 926493 DDB |
| Fachwerkwohnhaus                                                            | Fachwerkwohnhaus                                                            | Gemeindestraße 7 LageFlur: 1, Flurstück: 90/1 |              |         | 168709 DDB |
| Fachwerkeinhaus                                                             | Fachwerkeinhaus                                                             | Gemeindestraße 9 LageFlur: 1, Flurstück: 91/2 |              |         | 168710 DDB |
| Musikpavillon                                                               | Musikpavillon                                                               | Georg-Viktor-Quelle LageFlur: 16, Flurstück: 139 |              |         | 938956 DDB |
| Bild gesucht BW                                                             | Hofgut, Herrenhaus +Scheune +Stall +Wirtschaftsgebäude                      | Gut Elim (Bad Wildungen) 1, Gut Elim (Wega) 4, Gut Elim (Wega) 2, Am Weinberge LageFlur: 4, 5, Flurstück: 237/132, 99/5, 99/8, 69/1 |              |         | 168596 DDB |
| Helenenquelle                                                               | Helenenquelle                                                               | Helenenquelle LageFlur: 20, Flurstück: 21/3, 21/4, 21/5, 21/7, 47/1 |              |         | 926494 DDB |
| Tennis Clubhaus                                                             | Tennis Clubhaus                                                             | Herzog-Georg-Weg (Bad Wildungen) LageFlur: 16, Flurstück: 124/14 |              |         | 169995 DDB |
| Fachwerkwohnhaus                                                            | Fachwerkwohnhaus                                                            | Hinter der Mauer 4 LageFlur: 1, Flurstück: 340 |              |         | 926496 DDB |
| Fachwerkwohnhaus                                                            | Fachwerkwohnhaus                                                            | Hinter der Mauer 12 LageFlur: 1, Flurstück: 330/1 |              |         | 926497 DDB |
| Webers Kindergarten                                                         | Webers Kindergarten                                                         | Hinter der Mauer 25 LageFlur: 1, Flurstück: 973/2 |              |         | 926498 DDB |
| Bunker                                                                      | Bunker                                                                      | Hinter der Mauer 27c LageFlur: 1, Flurstück: 976/7 |              |         | 926491 DDB |
| Historische Stadtbefestigung +Türme                                         | Historische Stadtbefestigung +Türme                                         | Hinter der Mauer, Lindenstraße 37, Hinter der Mauer 9, Hinter der Mauer 5, Hinter der Mauer 3, Hinter der Mauer 1, Fritz-Appel-Straße, Brunnenstraße, An der Mauer LageFlur: 1, Flurstück: 115/1, 1185/3, 1581/361, 308, 356, 357, 358, 359/1, 361/1, 362, 370/5, 61/2, 61/3, 65 |              |         | 84831 DDB  |
| Fachwerkwohnhaus                                                            | Fachwerkwohnhaus                                                            | Hinterstraße 6 LageFlur: 1, Flurstück: 291 |              |         | 168575 DDB |
| Fachwerkwohnhaus                                                            | Fachwerkwohnhaus                                                            | Hinterstraße 9 LageFlur: 1, Flurstück: 313 |              |         | 168577 DDB |
| Fachwerkdoppelwohnhaus                                                      | Fachwerkdoppelwohnhaus                                                      | Hinterstraße 11, Hinterstraße 13 LageFlur: 1, Flurstück: 314, 315 |              |         | 168594 DDB |
| Fachwerkwohnhaus                                                            | Fachwerkwohnhaus                                                            | Hinterstraße 18 LageFlur: 1, Flurstück: 1690/278 |              |         | 168579 DDB |
| Fachwerkwohnhaus                                                            | Fachwerkwohnhaus                                                            | Hinterstraße 19, Hinterstraße 21 LageFlur: 1, Flurstück: 320, 321 |              |         | 168580 DDB |
| Fachwerkwohnhaus + Scheune                                                  | Fachwerkwohnhaus + Scheune                                                  | Hinterstraße 23 LageFlur: 1, Flurstück: 324 |              |         | 926499 DDB |
| Fachwerkdoppelwohnhaus                                                      | Fachwerkdoppelwohnhaus                                                      | Hinterstraße 24, Hinterstraße 26 LageFlur: 1, Flurstück: 272, 273 |              |         | 168582 DDB |
| Fachwerkwohnhaus                                                            | Fachwerkwohnhaus                                                            | Hinterstraße 25 LageFlur: 1, Flurstück: 326/1 |              |         | 926500 DDB |
| Fachwerkdoppelwohnhaus                                                      | Fachwerkdoppelwohnhaus                                                      | Hinterstraße 27, Hinterstraße 29 LageFlur: 1, Flurstück: 327, 328 |              |         | 926501 DDB |
| Fachwerkwohnhaus                                                            | Fachwerkwohnhaus                                                            | Hinterstraße 31 LageFlur: 1, Flurstück: 333 |              |         | 168584 DDB |
| Fachwerkwohnhaus                                                            | Fachwerkwohnhaus                                                            | Hinterstraße 32 LageFlur: 1, Flurstück: 261/1 |              |         | 168585 DDB |
| Fachwerkwohnhaus                                                            | Fachwerkwohnhaus                                                            | Hinterstraße 34 LageFlur: 1, Flurstück: 254/1 |              |         | 168586 DDB |
| Fachwerkwohnhaus                                                            | Fachwerkwohnhaus                                                            | Hinterstraße 36 LageFlur: 1, Flurstück: 253/1 |              |         | 168587 DDB |
| Fachwerkdoppelwohnhaus                                                      | Fachwerkdoppelwohnhaus                                                      | Hinterstraße 41, Hinterstraße 43 LageFlur: 1, Flurstück: 341, 342/1, 342/2 |              |         | 168595 DDB |
| Fachwerkwohnhaus                                                            | Fachwerkwohnhaus                                                            | Hinterstraße 49 LageFlur: 1, Flurstück: 349 |              |         | 168589 DDB |
| Fachwerkwohnhaus                                                            | Fachwerkwohnhaus                                                            | Hinterstraße 51 LageFlur: 1, Flurstück: 350 |              |         | 168590 DDB |
| Fachwerkwohnhaus                                                            | Fachwerkwohnhaus                                                            | Hinterstraße 53 LageFlur: 1, Flurstück: 1586/351 |              |         | 168591 DDB |
| Fachwerkwohnhaus                                                            | Fachwerkwohnhaus                                                            | Hinterstraße 55 LageFlur: 1, Flurstück: 353 |              |         | 168592 DDB |
| Fachwerkwohnhaus                                                            | Fachwerkwohnhaus                                                            | Hinterstraße 57 LageFlur: 1, Flurstück: 354 |              |         | 168593 DDB |
| weitere Bilder                                                              | Steinerner Aussichtsturm                                                    | Homberg LageFlur: 17, Flurstück: 8 |              |         | 168514 DDB |
| Villa                                                                       | Villa                                                                       | Hufelandstraße 1a LageFlur: 15, Flurstück: 99/1 |              |         | 168597 DDB |
| Ehemalige Doppelvilla Frieda und Daheim                                     | Ehemalige Doppelvilla Frieda und Daheim                                     | Hufelandstraße 2, Hufelandstraße 4 LageFlur: 16, Flurstück: 25, 26 |              |         | 168598 DDB |
| Ehemalige Villa Schultheis                                                  | Ehemalige Villa Schultheis                                                  | Hufelandstraße 3 LageFlur: 15, Flurstück: 2/1 |              |         | 168599 DDB |
| Villa +Vorgarteneinfriedung                                                 | Villa +Vorgarteneinfriedung                                                 | Hufelandstraße 5 LageFlur: 15, Flurstück: 6 |              |         | 168601 DDB |
| Wohnhaus Villa Helene + Vorgarteneinfriedung                                | Wohnhaus Villa Helene + Vorgarteneinfriedung                                | Hufelandstraße 7 LageFlur: 15, Flurstück: 7 |              |         | 168604 DDB |
| ehem. Hotel Kraushaar                                                       | ehem. Hotel Kraushaar                                                       | Hufelandstraße 8 LageFlur: 16, Flurstück: 183/23 |              |         | 168605 DDB |
| Villa                                                                       | Villa                                                                       | Hufelandstraße 9 LageFlur: 15, Flurstück: 8 |              |         | 168606 DDB |
| Villa Alexandra                                                             | Villa Alexandra                                                             | Hufelandstraße 10 LageFlur: 16, Flurstück: 22/1 |              |         | 168607 DDB |
| Villa Margarethe                                                            | Villa Margarethe                                                            | Hufelandstraße 11 LageFlur: 15, Flurstück: 9 |              |         | 168613 DDB |
| ehem. Hotel Germania                                                        | ehem. Hotel Germania                                                        | Hufelandstraße 12 LageFlur: 16, Flurstück: 21/2 |              |         | 168608 DDB |
| Bunker                                                                      | Bunker                                                                      | Hufelandstraße 12a LageFlur: 16, Flurstück: 21/3 |              |         | 926502 DDB |
| ehem. Hotel Ital                                                            | ehem. Hotel Ital                                                            | Hufelandstraße 13 LageFlur: 15, Flurstück: 10 |              |         | 168609 DDB |
| ehem. Hotel Zur Viktorquelle                                                | ehem. Hotel Zur Viktorquelle                                                | Hufelandstraße 14 LageFlur: 16, Flurstück: 20 |              |         | 168610 DDB |
| ehem. Gästevilla Heilquell                                                  | ehem. Gästevilla Heilquell                                                  | Hufelandstraße 15 LageFlur: 15, Flurstück: 11 |              |         | 926503 DDB |
| Villa                                                                       | Villa                                                                       | Hufelandstraße 16 LageFlur: 16, Flurstück: 19 |              |         | 168611 DDB |
| ehem. Privatklinik, Villa                                                   | ehem. Privatklinik, Villa                                                   | Hufelandstraße 17 LageFlur: 15, Flurstück: 12 |              |         | 168612 DDB |
| Wohnhaus mit Nebengebäuden                                                  | Wohnhaus mit Nebengebäuden                                                  | Itzelstraße 22 LageFlur: 12, Flurstück: 205/14 |              |         | 168617 DDB |
| Historisierender Bunker                                                     | Historisierender Bunker                                                     | Kirchplatz LageFlur: 1, Flurstück: 57/8 |              |         | 169945 DDB |
| weitere Bilder                                                              | Evangelische Kirche, ehem. SS. Maria, Elisabeth (und Margaretha?)           | Kirchplatz LageFlur: 1, Flurstück: 75/1 |              |         | 168614 DDB |
| Fachwerkwohnhaus                                                            | Fachwerkwohnhaus                                                            | Kirchplatz 1 LageFlur: 1, Flurstück: 51 |              |         | 168618 DDB |
| Spritzenhaus                                                                | Spritzenhaus                                                                | Kirchplatz 7 LageFlur: 1, Flurstück: 57/6 |              |         | 168620 DDB |
| Altes Schulhaus                                                             | Altes Schulhaus                                                             | Kirchplatz 9 LageFlur: 1, Flurstück: 62 |              |         | 168619 DDB |
| Fachwerkwohnhaus +Hinterhaus                                                | Fachwerkwohnhaus +Hinterhaus                                                | Kirchplatz 13 LageFlur: 1, Flurstück: 73 |              |         | 168621 DDB |
| Fachwerkwohnhaus                                                            | Fachwerkwohnhaus                                                            | Kirchplatz 15 LageFlur: 1, Flurstück: 1812/72 |              |         | 168622 DDB |
| Bunker                                                                      | Bunker                                                                      | Königsquellenweg LageFlur: 1, Flurstück: 576/16 |              |         | 926505 DDB |
| Fachwerkwohnhaus                                                            | Fachwerkwohnhaus                                                            | Kornstraße 3 LageFlur: 1, Flurstück: 83/1 |              |         | 168624 DDB |
| Fachwerkwohnhaus                                                            | Fachwerkwohnhaus                                                            | Kornstraße 4 LageFlur: 1, Flurstück: 49 |              |         | 926506 DDB |
| Fachwerkwohnhaus                                                            | Fachwerkwohnhaus                                                            | Kornstraße 7, Kornstraße 9 LageFlur: 1, Flurstück: 90, 91 |              |         | 168633 DDB |
| Kornstraße 8                                                                | Fachwerkwohnhaus                                                            | Kornstraße 8 LageFlur: 1, Flurstück: 42 |              |         | 168626 DDB |
| Kornstraße 6, 8, 10, 12                                                     | Fachwerkwohnhaus                                                            | Kornstraße 10 LageFlur: 1, Flurstück: 41 |              |         | 955629 DDB |
| Fachwerkwohnhaus                                                            | Fachwerkwohnhaus                                                            | Kornstraße 11 LageFlur: 1, Flurstück: 95 |              |         | 168627 DDB |
| Fachwerkwohnhaus                                                            | Fachwerkwohnhaus                                                            | Kornstraße 14 LageFlur: 1, Flurstück: 37 |              |         | 168629 DDB |
| Fachwerkwohnhaus                                                            | Fachwerkwohnhaus                                                            | Kornstraße 16 LageFlur: 1, Flurstück: 36 |              |         | 926507 DDB |
| Fachwerkwohnhaus                                                            | Fachwerkwohnhaus                                                            | Kornstraße 18 LageFlur: 1, Flurstück: 32 |              |         | 168630 DDB |
| Fachwerkwohnhaus                                                            | Fachwerkwohnhaus                                                            | Kornstraße 20 LageFlur: 1, Flurstück: 31 |              |         | 926508 DDB |
| Fachwerkwohnhaus                                                            | Fachwerkwohnhaus                                                            | Kornstraße 22 LageFlur: 1, Flurstück: 30 |              |         | 168631 DDB |
| Fachwerkwohnhaus                                                            | Fachwerkwohnhaus                                                            | Kornstraße 28 LageFlur: 1, Flurstück: 12/3 |              |         | 168632 DDB |
| Konzertmuschel                                                              | Konzertmuschel                                                              | Kurpark LageFlur: 16, Flurstück: 129 |              |         | 938954 DDB |
| Kurpark                                                                     | Kurpark                                                                     | Kurpark, Zickzack, Kleine Allee, Kastanienallee, Georg-Viktor-Quelle, Dr.-Marc-Straße 4, Bornebach, An der Georg-Viktor-Quelle 2, An der Georg-Viktor-Quelle 2 LageFlur: 16, Flurstück: 121/3, 124/16, 129, 130, 131/6, 131/7, 131/8, 132, 137/5, 138, 139, 140/1, 177, 178, 179 |              |         | 938958 DDB |
| Ladenzeile mit Rundbunker                                                   | Ladenzeile mit Rundbunker                                                   | Langemarckstraße 1, Langemarckstraße 9, Langemarckstraße 7, Langemarckstraße 5, Langemarckstraße 11, Langemarckstraße, Brunnenallee LageFlur: 16, Flurstück: 154/6, 173/6, 3/6, 3/7                                                                                              |              |         | 168602 DDB |
| Villa                                                                       | Villa                                                                       | Langemarckstraße 17 LageFlur: 16, Flurstück: 9/3 |              |         | 168634 DDB |
| Villa                                                                       | Villa                                                                       | Langemarckstraße 19 LageFlur: 16, Flurstück: 10 |              |         | 168635 DDB |
| Villa                                                                       | Villa                                                                       | Langemarckstraße 25 LageFlur: 16, Flurstück: 13 |              |         | 168636 DDB |
| Altenheim Goecke-Stift                                                      | Altenheim Goecke-Stift                                                      | Laustraße 26 LageFlur: 16, Flurstück: 55/2 |              |         | 168637 DDB |
| Krankenhaus Dr.-Winkhaus-Bau                                                | Krankenhaus Dr.-Winkhaus-Bau                                                | Laustraße 28 LageFlur: 16, Flurstück: 52/3 |              |         | 168638 DDB |
| Sachteil Fensterfront des Sitzungssaales - ehem Amtsgericht                 | Sachteil Fensterfront des Sitzungssaales - ehem Amtsgericht                 | Laustraße 8 LageFlur: 1, Flurstück: 451/1 |              |         | 169946 DDB |
| Fachwerkwohnhaus                                                            | Fachwerkwohnhaus                                                            | Lindenstraße 1 LageFlur: 1, Flurstück: 83/1 |              |         | 168639 DDB |
| ehem. Apotheke                                                              | ehem. Apotheke                                                              | Lindenstraße 2 LageFlur: 1, Flurstück: 218 |              |         | 168640 DDB |
| Fachwerkwohnhaus                                                            | Fachwerkwohnhaus                                                            | Lindenstraße 3 LageFlur: 1, Flurstück: 83/1 |              |         | 168641 DDB |
| Fachwerkwohnhaus                                                            | Fachwerkwohnhaus                                                            | Lindenstraße 4 LageFlur: 1, Flurstück: 217 |              |         | 168642 DDB |
| Fachwerkwohnhaus                                                            | Fachwerkwohnhaus                                                            | Lindenstraße 5, Lindenstraße 7, Kornstraße 3 LageFlur: 1, Flurstück: 83/2, 86/3, 86/4 |              |         | 168667 DDB |
| Fachwerkwohnhaus, ehem. städtisches Brauhaus                                | Fachwerkwohnhaus, ehem. städtisches Brauhaus                                | Lindenstraße 6 LageFlur: 1, Flurstück: 216/1 |              |         | 168643 DDB |
| Fachwerkwohnhaus                                                            | Fachwerkwohnhaus                                                            | Lindenstraße 8 LageFlur: 1, Flurstück: 216/1 |              |         | 168644 DDB |
| Fachwerkwohnhaus (Museum)                                                   | Fachwerkwohnhaus (Museum)                                                   | Lindenstraße 9 LageFlur: 1, Flurstück: 88 |              |         | 168645 DDB |
| Fachwerkwohnhaus                                                            | Fachwerkwohnhaus                                                            | Lindenstraße 10 LageFlur: 1, Flurstück: 215 |              |         | 168646 DDB |
| Fachwerkwohnhaus +Hinterhaus                                                | Fachwerkwohnhaus +Hinterhaus                                                | Lindenstraße 11 LageFlur: 1, Flurstück: 89 |              |         | 168647 DDB |
| Fachwerkwohnhaus                                                            | Fachwerkwohnhaus                                                            | Lindenstraße 12 LageFlur: 1, Flurstück: 210 |              |         | 168648 DDB |
| Fachwerkwohnhaus                                                            | Fachwerkwohnhaus                                                            | Lindenstraße 13 LageFlur: 1, Flurstück: 92 |              |         | 168649 DDB |
| Fachwerkwohnhaus                                                            | Fachwerkwohnhaus                                                            | Lindenstraße 16 LageFlur: 1, Flurstück: 206 |              |         | 168651 DDB |
| Fachwerkwohnhaus                                                            | Fachwerkwohnhaus                                                            | Lindenstraße 17, 19 LageFlur: 1, Flurstück: 94/2, 97/4 |              |         | 168652 DDB |
| Fachwerkwohnhaus                                                            | Fachwerkwohnhaus                                                            | Lindenstraße 18 LageFlur: 1, Flurstück: 205/1 |              |         | 168653 DDB |
| Fachwerkwohnhaus                                                            | Fachwerkwohnhaus                                                            | Lindenstraße 20 LageFlur: 1, Flurstück: 1276/197, 198 |              |         | 168654 DDB |
| Hinteransicht                                                               | Fachwerkwohnhaus                                                            | Lindenstraße 21 LageFlur: 1, Flurstück: 101 |              |         | 168655 DDB |
| Fachwerkwohnhaus                                                            | Fachwerkwohnhaus                                                            | Lindenstraße 24 LageFlur: 1, Flurstück: 192 |              |         | 168656 DDB |
| Fachwerkwohnhaus                                                            | Fachwerkwohnhaus                                                            | Lindenstraße 26, 28 LageFlur: 1, Flurstück: 191/2 |              |         | 169989 DDB |
| Fachwerkwohnhaus                                                            | Fachwerkwohnhaus                                                            | Lindenstraße 29, 31 LageFlur: 1, Flurstück: 109, 111 |              |         | 168657 DDB |
| Fachwerkwohnhaus                                                            | Fachwerkwohnhaus                                                            | Lindenstraße 32 LageFlur: 1, Flurstück: 188 |              |         | 168660 DDB |
| Fachwerkwohnhaus                                                            | Fachwerkwohnhaus                                                            | Lindenstraße 33 LageFlur: 1, Flurstück: 112/1 |              |         | 168661 DDB |
| Fachwerkwohnhaus                                                            | Fachwerkwohnhaus                                                            | Lindenstraße 34 LageFlur: 1, Flurstück: 117/2 |              |         | 168662 DDB |
| Fachwerkwohnhaus                                                            | Fachwerkwohnhaus                                                            | Lindenstraße 35 LageFlur: 1, Flurstück: 113 |              |         | 168663 DDB |
| Fachwerkwohnhaus+Stadtmauer                                                 | Fachwerkwohnhaus+Stadtmauer                                                 | Lindenstraße 36 LageFlur: 1, Flurstück: 114 |              |         | 168664 DDB |
| Fachwerkwohnhaus                                                            | Fachwerkwohnhaus                                                            | Lindenstraße 37 LageFlur: 1, Flurstück: 2/1 |              |         | 168665 DDB |
| Bunker                                                                      | Bunker                                                                      | Mittelstraße LageFlur: 1, Flurstück: 208/2 |              |         | 168615 DDB |
| Mittelstraße 1 Bad Wildungen 20190801 003.jpg                               | Fachwerkwohnhaus                                                            | Mittelstraße 1 LageFlur: 1, Flurstück: 157/1 |              |         | 926509 DDB |
| Fachwerkwohnhaus                                                            | Fachwerkwohnhaus                                                            | Mittelstraße 10 LageFlur: 1, Flurstück: 1669/231 |              |         | 926510 DDB |
| Fachwerkwohnhaus                                                            | Fachwerkwohnhaus                                                            | Mittelstraße 15 LageFlur: 1, Flurstück: 171 |              |         | 168669 DDB |
| Fachwerkwohnhaus                                                            | Fachwerkwohnhaus                                                            | Mittelstraße 25 LageFlur: 1, Flurstück: 208 |              |         | 168670 DDB |
| Wohn-Wirtschaftsgebäude                                                     | Wohn-Wirtschaftsgebäude                                                     | Münzstraße 3 LageFlur: 1, Flurstück: 310, 311/1 |              |         | 168671 DDB |
| Fachwerkwohnhaus, ehem. Hainaer Hof                                         | Fachwerkwohnhaus, ehem. Hainaer Hof                                         | Münzstraße 7 LageFlur: 1, Flurstück: 312/2 |              |         | 926511 DDB |
| Fachwerkwohnhaus +Geschäftshaus                                             | Fachwerkwohnhaus +Geschäftshaus                                             | Neue Straße 2 LageFlur: 1, Flurstück: 153/1 |              |         | 168674 DDB |
| Fachwerkwohnhaus                                                            | Fachwerkwohnhaus                                                            | Neue Straße 3 LageFlur: 1, Flurstück: 147/1 |              |         | 168675 DDB |
| Fachwerkwohnhaus                                                            | Fachwerkwohnhaus                                                            | Neue Straße 7, 9 LageFlur: 1, Flurstück: 144/2, 145 |              |         | 168677 DDB |
| Fachwerkwohnhaus                                                            | Fachwerkwohnhaus                                                            | Neue Straße 11 LageFlur: 1, Flurstück: 143 |              |         | 168678 DDB |
| Fachwerkwohnhaus                                                            | Fachwerkwohnhaus                                                            | Neue Straße 12 LageFlur: 1, Flurstück: 181 |              |         | 168679 DDB |
| Fachwerkwohnhaus                                                            | Fachwerkwohnhaus                                                            | Neue Straße 14 LageFlur: 1, Flurstück: 185 |              |         | 926512 DDB |
| Fachwerkwohnhaus                                                            | Fachwerkwohnhaus                                                            | Neue Straße 23 25 LageFlur: 1, Flurstück: 125/1, 127/1 |              |         | 168680 DDB |
| Scheune                                                                     | Scheune                                                                     | Neue Straße 27 LageFlur: 1, Flurstück: 121 |              |         | 168681 DDB |
| Fachwerkwohn- und Geschäftshaus                                             | Fachwerkwohn- und Geschäftshaus                                             | Neue Straße 29 LageFlur: 1, Flurstück: 120/1 |              |         | 926513 DDB |
| Fachwerkwohnhaus                                                            | Fachwerkwohnhaus                                                            | Neue Straße 31 LageFlur: 1, Flurstück: 118 |              |         | 926514 DDB |
| Fachwerkwohnhaus                                                            | Fachwerkwohnhaus                                                            | Notstraße 1 LageFlur: 1, Flurstück: 329 |              |         | 926515 DDB |
| Bunker                                                                      | Bunker                                                                      | Odershäuser Straße LageFlur: 13, Flurstück: 42/1 |              |         | 926516 DDB |
| Fachwerkwohnhaus                                                            | Fachwerkwohnhaus                                                            | Philipp-Nicolai-Straße 1 LageFlur: 1, Flurstück: 221 |              |         | 168711 DDB |
| Fachwerkwohnhaus                                                            | Fachwerkwohnhaus                                                            | Philipp-Nicolai-Straße 4 LageFlur: 1, Flurstück: 206/1 |              |         | 168712 DDB |
| Fachwerkwohnhaus                                                            | Fachwerkwohnhaus                                                            | Philipp-Nicolai-Straße 8 LageFlur: 1, Flurstück: 200/1 |              |         | 168713 DDB |
| Fachwerkwohnhaus                                                            | Fachwerkwohnhaus                                                            | Philipp-Nicolai-Straße 10 LageFlur: 1, Flurstück: 198/1 |              |         | 168714 DDB |
| Fachwerkwohnhaus                                                            | Fachwerkwohnhaus                                                            | Philipp-Nicolai-Straße 19 LageFlur: 1, Flurstück: 252/1 |              |         | 952275 DDB |
| Stadtvilla                                                                  | Stadtvilla                                                                  | Poststraße 6 LageFlur: 1, Flurstück: 465/7 |              |         | 952228 DDB |
| weitere Bilder                                                              | Hochbunker                                                                  | Poststraße, Johann-Hefenträger-Weg LageFlur: 1, Flurstück: 1197/3, 460/14, 464/1 |              |         | 926504 DDB |
| Fachwerkwohnhaus                                                            | Fachwerkwohnhaus                                                            | Ranzenstraße 12 LageFlur: 1, Flurstück: 45 |              |         | 926517 DDB |
| Fachwerkwohnhaus                                                            | Fachwerkwohnhaus                                                            | Ranzenstraße 14 LageFlur: 1, Flurstück: 46 |              |         | 168684 DDB |
| Fachwerkwohnhaus                                                            | Fachwerkwohnhaus                                                            | Ranzenstraße 16 LageFlur: 1, Flurstück: 47 |              |         | 168685 DDB |
| ehem. Pension                                                               | ehem. Pension                                                               | Richard-Kirchner-Straße 25 LageFlur: 14, Flurstück: 30 |              |         | 168687 DDB |
| Villa Rohde +Vorgarten +Mauer                                               | Villa Rohde +Vorgarten +Mauer                                               | Richard-Kirchner-Straße 29, 31 LageFlur: 14, Flurstück: 33/1, 33/2 |              |         | 168686 DDB |
| Haus Sonneck                                                                | Haus Sonneck                                                                | Richard-Kirchner-Straße 3 LageFlur: 15, Flurstück: 18/1 |              |         | 930684 DDB |
| Riesendamm                                                                  | Riesendamm                                                                  | Riesendamm, Am Hospital, Am Friedrichstein (Alt Wildungen) LageFlur: 1, 2, Flurstück: 1205/7, 167/18, 167/19, 170/23, 170/24, 170/25, 171/10 |              |         | 926518 DDB |
| Pfarrhaus                                                                   | Pfarrhaus                                                                   | Schäfergasse 1 LageFlur: 1, Flurstück: 526/117 |              |         | 926519 DDB |
| Fachwerkwohnhaus                                                            | Fachwerkwohnhaus                                                            | Schäfergasse 5a LageFlur: 1, Flurstück: 115/1 |              |         | 926520 DDB |
| Fachwerkhaus+Scheunenerweiterung                                            | Fachwerkhaus+Scheunenerweiterung                                            | Schäfergasse 5, 7 LageFlur: 1, Flurstück: 110/1, 115/1 |              |         | 168715 DDB |
| Fachwerkwohnhaus                                                            | Fachwerkwohnhaus                                                            | Schäfergasse 9 LageFlur: 1, Flurstück: 104/1 |              |         | 168716 DDB |
| Schlachthof                                                                 | Schlachthof                                                                 | Schlachthofstraße 6 LageFlur: 9, Flurstück: 96/8 |              |         | 926521 DDB |
| Fachwerkwohnhaus                                                            | Fachwerkwohnhaus                                                            | Schloßstraße 4 LageFlur: 1, Flurstück: 50/6 |              |         | 168718 DDB |
| Fachwerkwohnhaus                                                            | Fachwerkwohnhaus                                                            | Schloßstraße 6 LageFlur: 1, Flurstück: 46/1 |              |         | 168719 DDB |
| Fachwerkhofanlage, Scheune+Wohnhaus                                         | Fachwerkhofanlage, Scheune+Wohnhaus                                         | Schloßstraße 7 LageFlur: 1, Flurstück: 36/1 |              |         | 168720 DDB |
| Fachwerkwohnhaus                                                            | Fachwerkwohnhaus                                                            | Schloßstraße 8 LageFlur: 1, Flurstück: 44/1 |              |         | 168721 DDB |
| Fachwerkwohnhaus                                                            | Fachwerkwohnhaus                                                            | Schloßstraße 9 LageFlur: 1, Flurstück: 184/1 |              |         | 168722 DDB |
| ehemaliges Rathaus                                                          | ehemaliges Rathaus                                                          | Schloßstraße 10 LageFlur: 1, Flurstück: 41/13 |              |         | 926522 DDB |
| Schule                                                                      | Schule                                                                      | Schloßstraße 12 LageFlur: 1, Flurstück: 41/3 |              |         | 926523 DDB |
| Fachwerkwohnhaus                                                            | Fachwerkwohnhaus                                                            | Schloßstraße 14 LageFlur: 1, Flurstück: 173/3 |              |         | 168723 DDB |
| Fachwerkwohnhaus                                                            | Fachwerkwohnhaus                                                            | Schloßstraße 15 LageFlur: 1, Flurstück: 194/1 |              |         | 168724 DDB |
| Fachwerkwohnhaus                                                            | Fachwerkwohnhaus                                                            | Schloßstraße 16 LageFlur: 1, Flurstück: 170/1 |              |         | 168725 DDB |
| Fachwerkwohnhaus                                                            | Fachwerkwohnhaus                                                            | Schloßstraße 18 LageFlur: 1, Flurstück: 167/1 |              |         | 168726 DDB |
| weitere Bilder                                                              | Philipp-Nicolai-Kirche+Einfriedung+Kriegsdenkmal                            | Schloßstraße 19 LageFlur: 1, Flurstück: 270/1 |              | 1729    | 168706 DDB |
| Fachwerkwohnhaus                                                            | Fachwerkwohnhaus                                                            | Schloßstraße 20 LageFlur: 1, Flurstück: 164/1 |              |         | 168727 DDB |
| ehem. Marstall                                                              | ehem. Marstall                                                              | Schloßstraße 21 LageFlur: 1, Flurstück: 274/1 |              |         | 926524 DDB |
| Fachwerkwohnhaus                                                            | Fachwerkwohnhaus                                                            | Schloßstraße 22 LageFlur: 1, Flurstück: 161/1 |              |         | 168728 DDB |
| weitere Bilder                                                              | Schlossanlage +Freifläche +Einfriedung +Brücke                              | Schloßstraße 23, Schloßstraße, Schloßberg, Beim grünen Pfuhle, Am Schloßberge LageFlur: 1, Flurstück: 122, 278/1, 283, 288, 289, 290, 302/6, 312/1, 313/4 |              |         | 168705 DDB |
| Schloßstraße 24 Bad Wildungen 20200831 001.jpg                              | ehem. Pfarrhaus                                                             | Schloßstraße 24 LageFlur: 1, Flurstück: 158/1 |              |         | 168729 DDB |
| Fachwerkwohnhaus                                                            | Fachwerkwohnhaus                                                            | Schloßstraße 26 LageFlur: 1, Flurstück: 155/1 |              |         | 168730 DDB |
| ehem. Schule, Fachwerkwohnhaus                                              | ehem. Schule, Fachwerkwohnhaus                                              | Schloßstraße 28 LageFlur: 1, Flurstück: 153 |              |         | 168731 DDB |
| Burgmannenhaus von Rodenhausen                                              | Burgmannenhaus von Rodenhausen                                              | Schloßstraße 30 LageFlur: 1, Flurstück: 147/7 |              |         | 168732 DDB |
| Burgmannenhof von Geismar, sog. Prinzenhaus                                 | Burgmannenhof von Geismar, sog. Prinzenhaus                                 | Schloßstraße 34 LageFlur: 1, Flurstück: 284/1 |              |         | 926525 DDB |
| Fachwerkwohnhaus +Werkstatt +Scheunen                                       | Fachwerkwohnhaus +Werkstatt +Scheunen                                       | Schmiedestraße 1 LageFlur: 1, Flurstück: 1174/16, 243/1 |              |         | 168688 DDB |
| Katholische Pfarrkirche St. Liborius mit Campanile, Gemeinde- und Pfarrhaus | Katholische Pfarrkirche St. Liborius mit Campanile, Gemeinde- und Pfarrhaus | Stöckerstraße 3 LageFlur: 16, Flurstück: 116/1 |              |         | 926526 DDB |
| Wohnhaus                                                                    | Wohnhaus                                                                    | Stresemannstraße 30 LageFlur: 21, Flurstück: 163/40 |              |         | 926527 DDB |
| Gustav-Stresemann-Gymnasium                                                 | Gustav-Stresemann-Gymnasium                                                 | Stresemannstraße 33 LageFlur: 14, Flurstück: 47/3 |              |         | 169942 DDB |
| Fachwerkwohnhaus                                                            | Fachwerkwohnhaus                                                            | Teichstraße 2 LageFlur: 1, Flurstück: 182 |              |         | 168689 DDB |
| Wohn-Speichergebäude                                                        | Wohn-Speichergebäude                                                        | Teichstraße 3 LageFlur: 1, Flurstück: 168/1 |              |         | 168690 DDB |
| Fachwerkwohnhaus                                                            | Fachwerkwohnhaus                                                            | Teichstraße 4 LageFlur: 1, Flurstück: 194/3 |              |         | 168691 DDB |
| Fachwerkwohnhaus                                                            | Fachwerkwohnhaus                                                            | Teichstraße 5 LageFlur: 1, Flurstück: 1661/175 |              |         | 168692 DDB |
| ehem. Gasthaus zum Lämmchen, Fachwerkwohnhaus                               | ehem. Gasthaus zum Lämmchen, Fachwerkwohnhaus                               | Teichstraße 7 LageFlur: 1, Flurstück: 174/1 |              |         | 168693 DDB |
| Fachwerkwohnhaus                                                            | Fachwerkwohnhaus                                                            | Teichstraße 14 LageFlur: 1, Flurstück: 224/5 |              |         | 926528 DDB |
| Fachwerkwohnhaus                                                            | Fachwerkwohnhaus                                                            | Trumpe 1 LageFlur: 1, Flurstück: 163 |              |         | 168694 DDB |
| Fachwerkdoppelwohnhaus                                                      | Fachwerkdoppelwohnhaus                                                      | Trumpe 2, 4 LageFlur: 1, Flurstück: 154/1, 155/1 |              |         | 168695 DDB |
| ehem. Waisenhof, Wohn-Wirtschaftsgebäude +Tordurchfahrt                     | ehem. Waisenhof, Wohn-Wirtschaftsgebäude +Tordurchfahrt                     | Waisengasse, Waisengasse 1 LageFlur: 1, Flurstück: 1178, 284/1 |              |         | 168697 DDB |
| Wohnhaus                                                                    | Wohnhaus                                                                    | Waldschmidtstraße 5 LageFlur: 1, Flurstück: 1011/6 |              |         | 168699 DDB |
| Brunnenhaus/(Königsquelle)                                                  | Brunnenhaus/(Königsquelle)                                                  | Wilde, Unter dem Kunstgartm Köngisquellenweg, Königsquelle, Bei der Kunst LageFlur: 1, Flurstück: 335/10, 335/11, 335/15, 335/16, 335/17, 335/18, 335/19, 340/11, 340/4, 340/5, 340/8, 340/9, 600/2, 601, 603/4, 604, 606/4, 606/5                                               |              |         | 86424 DDB  |